# Incinerator
En incinerator är en ugn, en retort, avsedd för framställning av kalcine eller träkol, som bildas av organiskt material som ej självmant brinner. Används speciellt för så kallad kremering men också inom andra områden. Vanligtvis är det en flamugn  konstruerad efter en regenerativ princip kallad Siemens-Martinmetoden. Förvärmd luft åstadkommer i den fasövergångar, förvätskning och därefter förångning genom kokning. Själva kroppen kommer aldrig i kontakt med flammor. Anledningen till teknikvalet är att det är väldigt svårt att få till en fasövergång av en människokropp på grund av det höga vätskeinnehållet. De tekniska förslagen var under 1800-talet över 40 stycken. Den som till slut fann lösningen, 1873, var pyroteknikern Friedrich Siemens, i Dresden. Processen påminner om en gasretort och bygger på pyrolys, torrdestillering, en kemiskt avancerad metod.

## Bilder

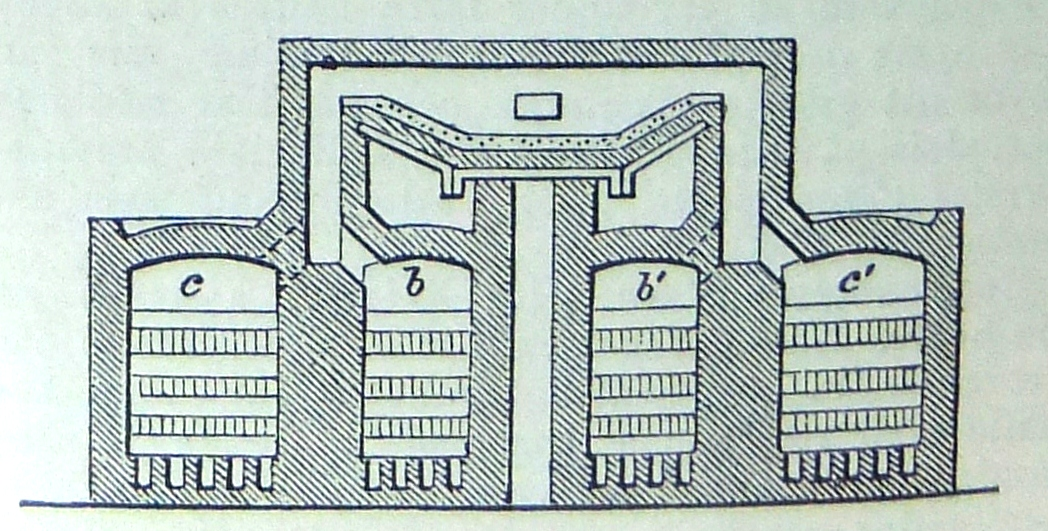
Tidig Martinugn
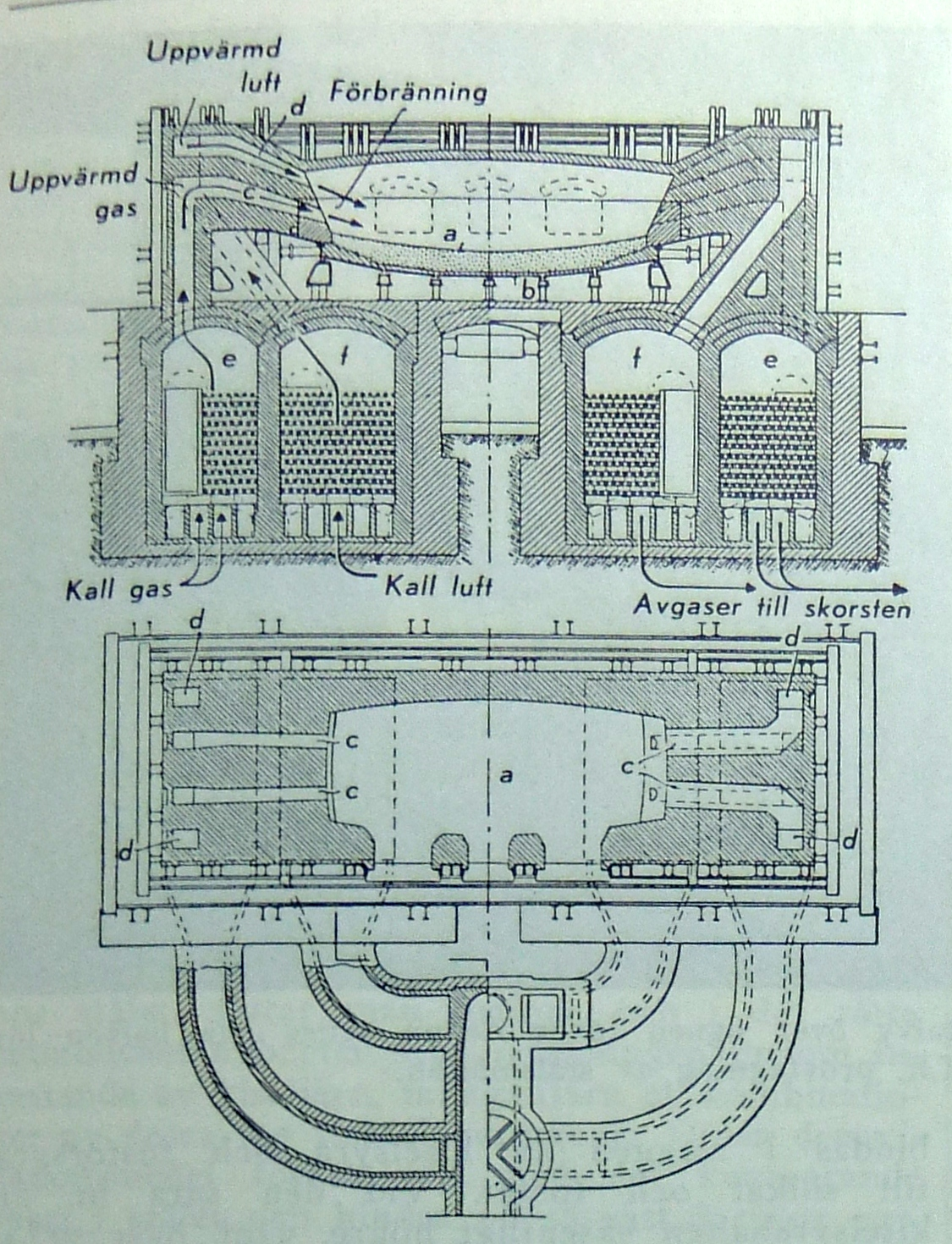
Schema över principen
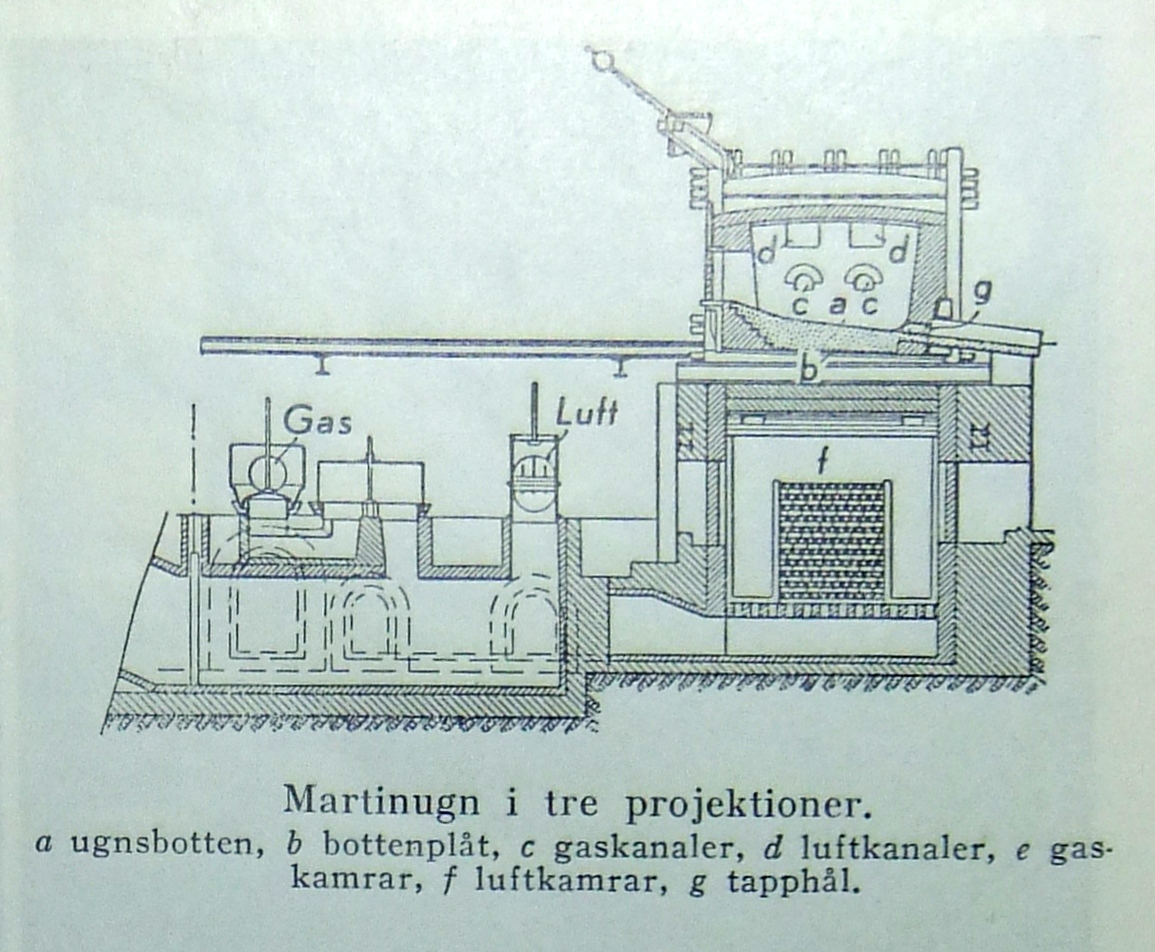
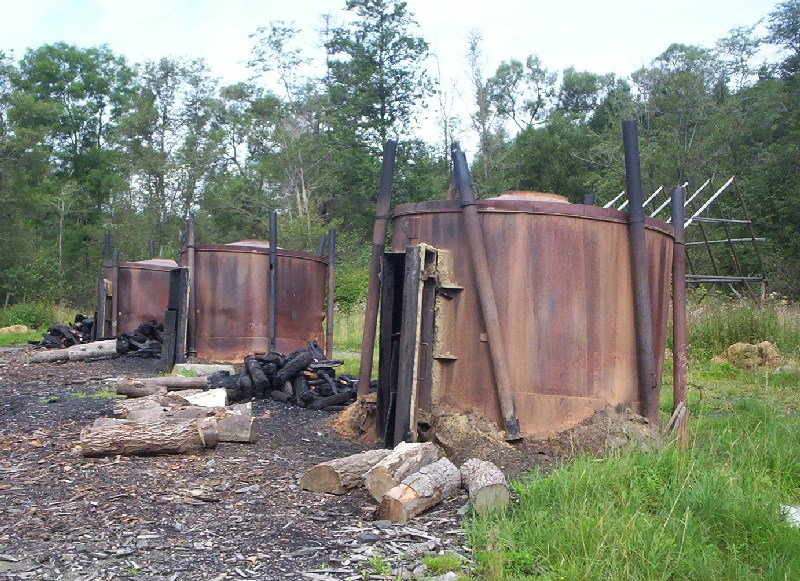
Modern användning av incineratorer vid framställning av träkol i retorter i Polen